# 周江河
周江河，位于中华人民共和国广东省东部，是梅江左岸支流，发源于紫金县中坝镇烂泥坳，向东流经五华县长布镇和周江镇，最后于安流镇蓝田村东南汇入梅江。河长69千米，平均比降2.17‰，流域面积314平方千米。周江河流域内崇山峻岭，植被良好，森林覆盖率53%。